# 小行星1142
小行星1142（1142 Aetolia）是一颗绕太阳运转的小行星，为主小行星带小行星。该小行星于1930年1月24日发现。
該小行星以希臘歷史地區埃托利亞命名。

## 轨道参数
小行星1142的轨道半长轴为3.1802066 UA，离心率为0.089。